# 章沛
章沛（1919年—），男，广东广州人，中国逻辑学家，曾任广东省社会科学院研究员，中国逻辑学会常务理事，第六、七届全国政协委员。
曾编写《逻辑基础》一书，
于1979年6月由广东人民出版社出版第1版。